# El beso de Judas (película)
El beso de Judas es una película española dirigida por Rafael Gil.

## Argumento
Narra la historia de Judas Iscariote (Rafael Rivelles) con su famoso beso delatando a Jesús ante romanos a cambio de unas cuantas monedas.
Las revistas de la época describían con arrebato la espectacularidad de El beso de Judas, pocas veces vista antes en el cine español, ni siquiera en Alba de América, de Juan de Orduña, que al final se había rodado con severos recortes presupuestarios. Ochenta y dos decorados, exteriores rodados en Tierra Santa (Rafael Gil se trasladó allí con un equipo de rodaje en el verano de 1953 y luego las imágenes serían utilizadas en planos largos o en transparencias de la película), un reparto brillante y –sobre todo– un interesante idea argumental caracterizaban El beso de Judas: narrar la historia de Jesús desde el punto de vista de Judas. El periodista Barreira terminaba uno de sus reportajes señalando:
“Nunca se presentó en España película tan gigantesca, alarde de presentación como era obligado en ésta tratando el tema excelso de la crucifixión de Cristo“.
La idea de contar el drama de Judas (que ya había sido tratada en El Judas, dirigida en 1952 por Ignacio F. Iquino, si bien bajo la forma de los actores de una Pasión viviente que se representa en un pueblo de Cataluña) se remonta al verano de 1952. Escrivá presentó el proyecto a la United Artists, que lo acogió con entusiasmo garantizando una óptima distribución en numerosos países americanos. Con esta garantía, no se reparó en gastos a la hora de estructurar escenas espectaculares inspiradas en el modelo estadounidense del gran Cecil B. De Mille (si bien el blanco y negro de El beso de Judas tiene concomitancias estéticas, e incluso dramáticas, con la versión de la vida de Cristo que Julien Duvivier había filmado en 1935 con su Gólgota).
Enrique Alarcón en la dirección artística y Alfredo Fraile en la fotografía, ambos colaboradores habituales de Gil, lograron uno de sus mejores trabajos en una producción que contó además con Cristóbal Halffter en la música solemne y ajustada que acompañaba las imágenes, y en el montaje con José Antonio Rojo, otro frecuente colaborador del director cuya obra es historia viva del cine español. 
Judas, el apóstol traidor, es una de las figuras más enigmáticas de la historia de la humanidad, como reconociera Giovanni Papini, que dedicó un libro entero al personaje. La presentación de un Judas ambicioso y político que se decepciona al comprobar que Cristo no predica la lucha armada y la revolución contra Roma es plausible, y reaparecería años después en la futura Rey de reyes, la producción de Samuel Bronston dirigida en 1961 por Nicholas Ray.
En la versión de Gil y Escrivá se logra una muy interesante descripción psicológica del apóstol: éste es un intelectual y un rebelde orgulloso que sueña con derrocar el poder romano y desconfía de la humildad como método. Se siente atraído por Jesús porque su inteligencia y su intuición le advierten que hay algo excepcional en aquel joven nazareno que proclama una doctrina nueva. Una secuencia espléndida describe el carácter de Judas, y es aquella en la que Jesús va eligiendo a sus apóstoles. Nombre a nombre se van sucediendo los elegidos y Judas, que espera, se impacienta al no escuchar el suyo entre los primeros hasta que, decepcionado, se levanta para abandonar la reunión. Entonces, en último lugar, Jesús pronuncia por fin su nombre y la vanidad de Judas se desborda: regresa y acepta encantado la misión que se le encomienda.
El inicio de la película es ciertamente espectacular, al igual que lo son el enfrentamiento entre Pilatos (Gérard Tichy) y el centurión romano amigo de Jesús (Francisco Rabal), la resurrección de Lázaro o la Pasión, una escena recreada por grandes cineastas (Griffith, De Mille, George Stevens, Wyler, Pasolini, Rossellini, Zeffirelli o Mel Gibson), y que siempre resulta espectacular. El instante del milagro de la niña inválida que comienza a caminar cuando Jesús agoniza en la Cruz es emocionante. William Wyler recogería un milagro similar (la madre y la hija del protagonista curadas en el momento de la muerte del Crucificado) en una emotiva escena de Ben Hur (1959) .
El itinerario dramático de Judas Iscariote termina en la tragedia de su traición, que le reporta soledad, amargura y un fracaso tan íntimo y profundo que la única salida posible a él es la muerte. En un momento de extraordinaria intensidad dramática, Judas busca cobijo en la noche de Pascua sin encontrar quien lo atienda. Tan solo una casa le abre sus puertas, pero pronto ve con horror que es la del carpintero que está construyendo la cruz donde Cristo será crucificado.
Rafael Rivelles, que había protagonizado el Quijote de Rafael Gil en 1947, logra una interpretación antológica de Judas. Él es quien sostiene el nudo dramático de la historia, ya que las acciones secundarias (el centurión converso al cristianismo, el egoísmo de Pilatos, la ingenuidad de los apóstoles) no alcanzan la altura del drama principal. El resto del reparto lo componen Fernando Sancho, José Nieto, Francisco Rabal, Félix Dafauce, Luis Hurtado y un actor desconocido llamado Gabriel Alcocer, que compone con respeto y sinceridad la imagen de Jesús .
El beso de Judas se rodó entre el 8 de agosto y el 10 de noviembre de 1953. Aparte de las escenas en Tierra Santa, el rodaje tuvo lugar en Águilas y en Lorca (Murcia), y en los estudios CEA de Madrid. Se estrenó en el cine Rialto de Madrid el 27 de febrero de 1954, y en el Kursaal de Barcelona el 12 de marzo de ese mismo año. Obtuvo el accésit de la Oficina Católica del Cine en el Festival Internacional de cine de Venecia. Su repercusión fue notable, consiguiendo un buen resultado comercial aunque no alcanzara el sensacional éxito de La señora de Fátima ni el de La guerra de Dios.

## Premios
Décima edición de las Medallas del Círculo de Escritores Cinematográficos
| Categoría         | Nominados       | Resultado |
| ----------------- | --------------- | --------- |
| Mejores decorados | Enrique Alarcón | Ganador   |

- Premio a la Mejor película en el Festival de Venecia.